# Indie

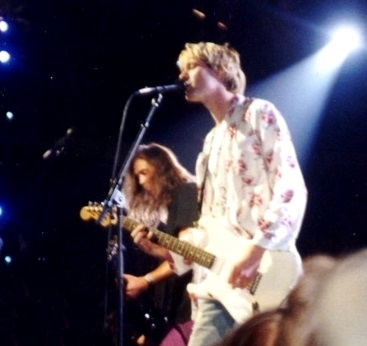
Actuació musical indie l'any 1992

Indie (abreviació del mot independent en anglès) és qualsevol dels diversos gèneres, panorames, subcultures i atributs estilístics i culturals, caracteritzats per una independència dels corrents musicals més estesos (real o percebuda), com ara el pop comercial, amb un enfocament autònom i un cert nivell de plantejament fes-ho tu mateix.
El terme indie se sol usar per a referir-se a un so que un músic presenta, però si s'interpreta més literalment està lligat a les condicions de producció i circulació de la seua obra.

## Producció vs. so independent

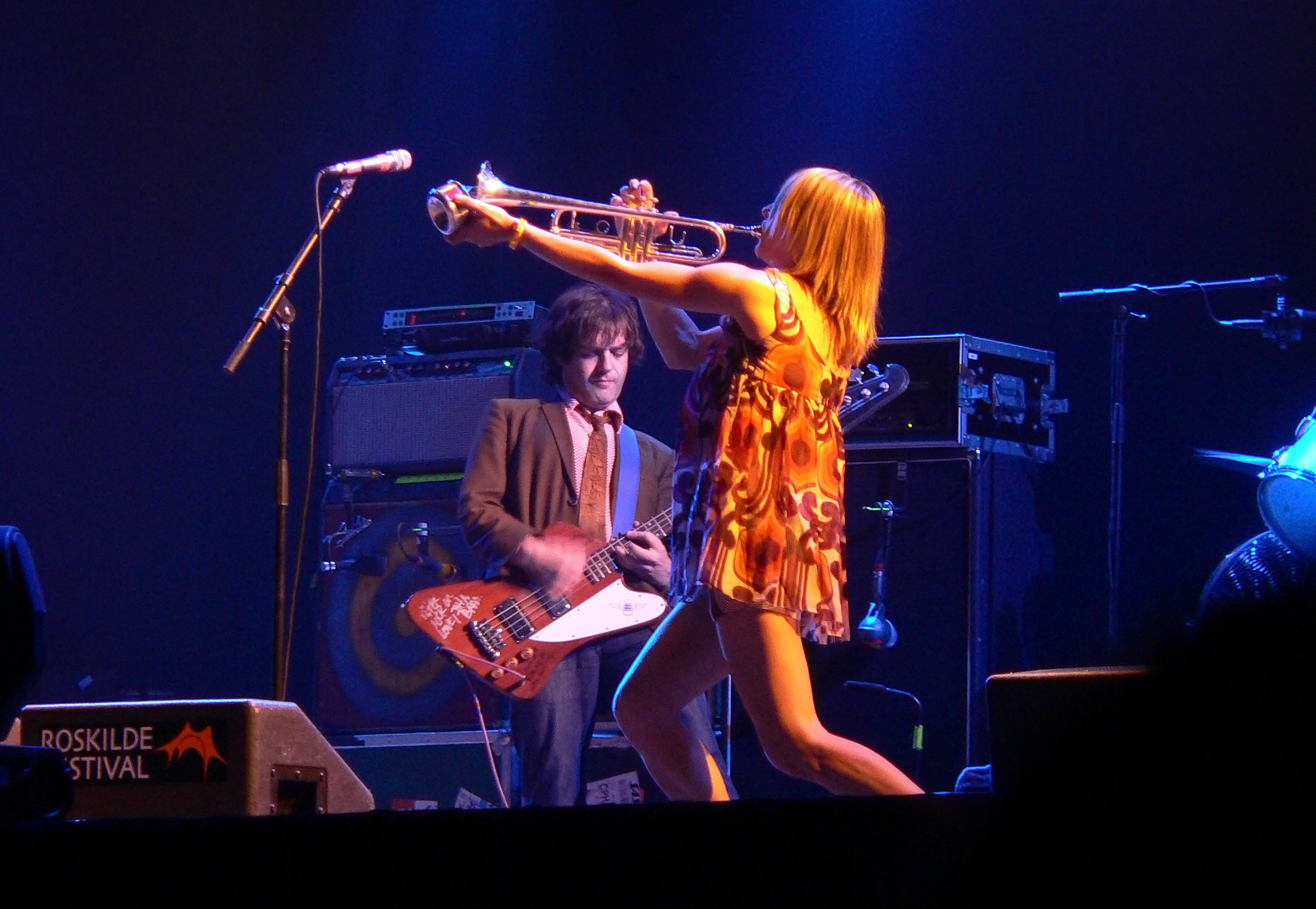
Sonic Youth és indie?

"Indie" se sol referir a un artista o banda que no és part dels corrents culturals de masses (o mainstream) i produïx la seva música fora d'eixa influència. El terme "indie" està relacionat amb l'actitud "fes-ho tu mateixa" i la capacitat de treballar fora de les lògiques de les companyies i corporacions de la indústria cultural. També se sol referir com a música indie a aquells grups que estan començant a tocar i que no tenen contracte amb un segell discogràfic.
Una de les més comunes i més simples definicions "indie" és la definició de no estar contractat per una gran discogràfica (actualment una de les "quatre grans", Warner, Universal, Sony BMG i EMI). Esta és la definició usada per la revista britànica NME, entre d'altres.
El problema amb esta definició és que sol haver-hi una xicoteta correlació entre la comercialitat o la llibertat creativa oferta per les grans discogràfiques i altres fora de les "quatre grans". La majoria de les discogràfiques independents tenen els mateixos principis de negoci amb departaments d'"artistes i repertori", pressupostos per a màrqueting i consideracions comercials guiant les seues operacions. Mentrestant, les grans discogràfiques sovint retenen artistes "enfocats cap a la independència", als quals donen major llibertat creativa, i que reben un gran suport de la crítica. Alguns d'estos artistes amb "ànima indie" però en grans discogràfiques són Sonic Youth, Radiohead, Pulp i els Flaming Lips, entre d'altres.

## Història

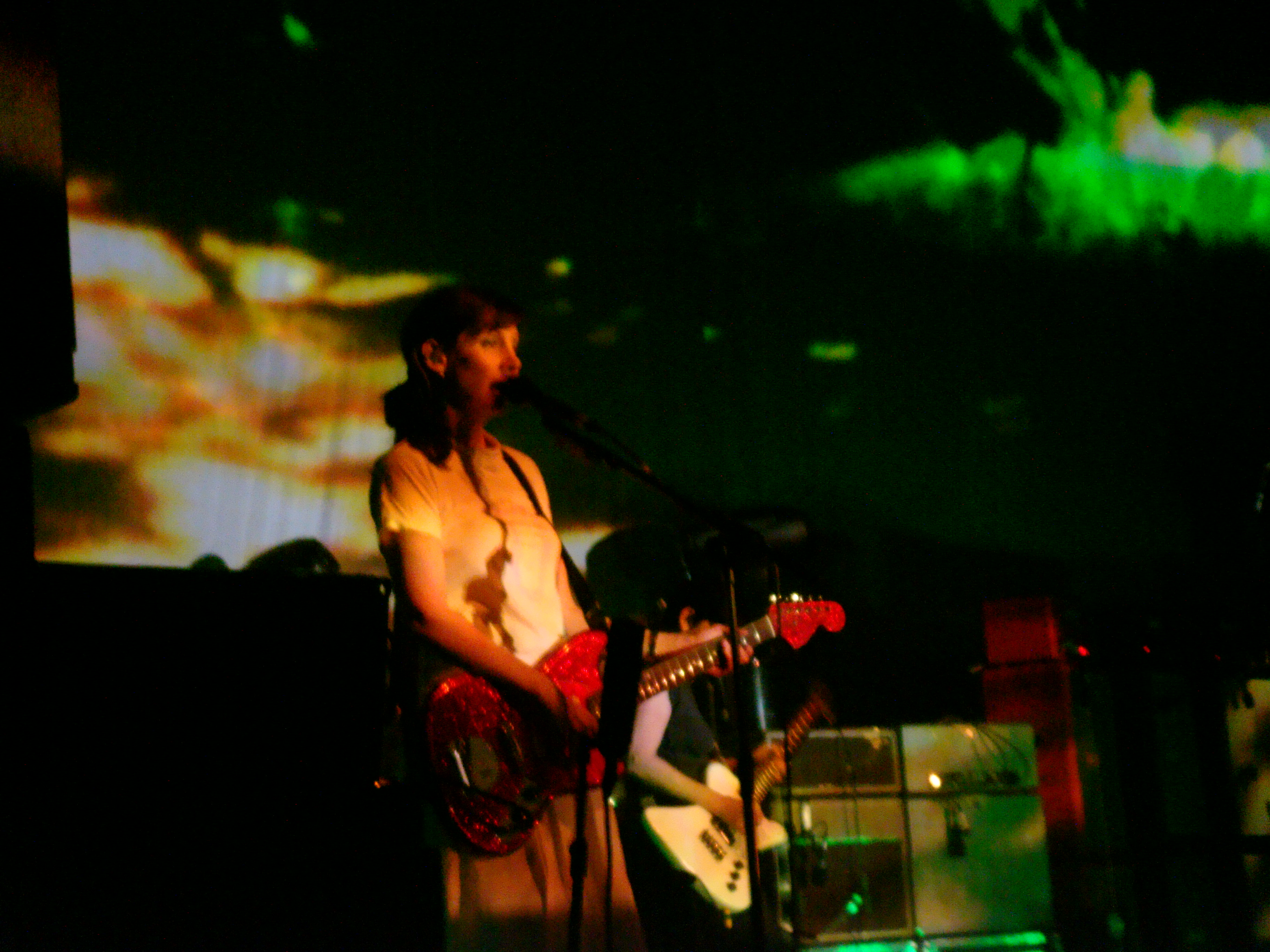
Concert indie el 2008

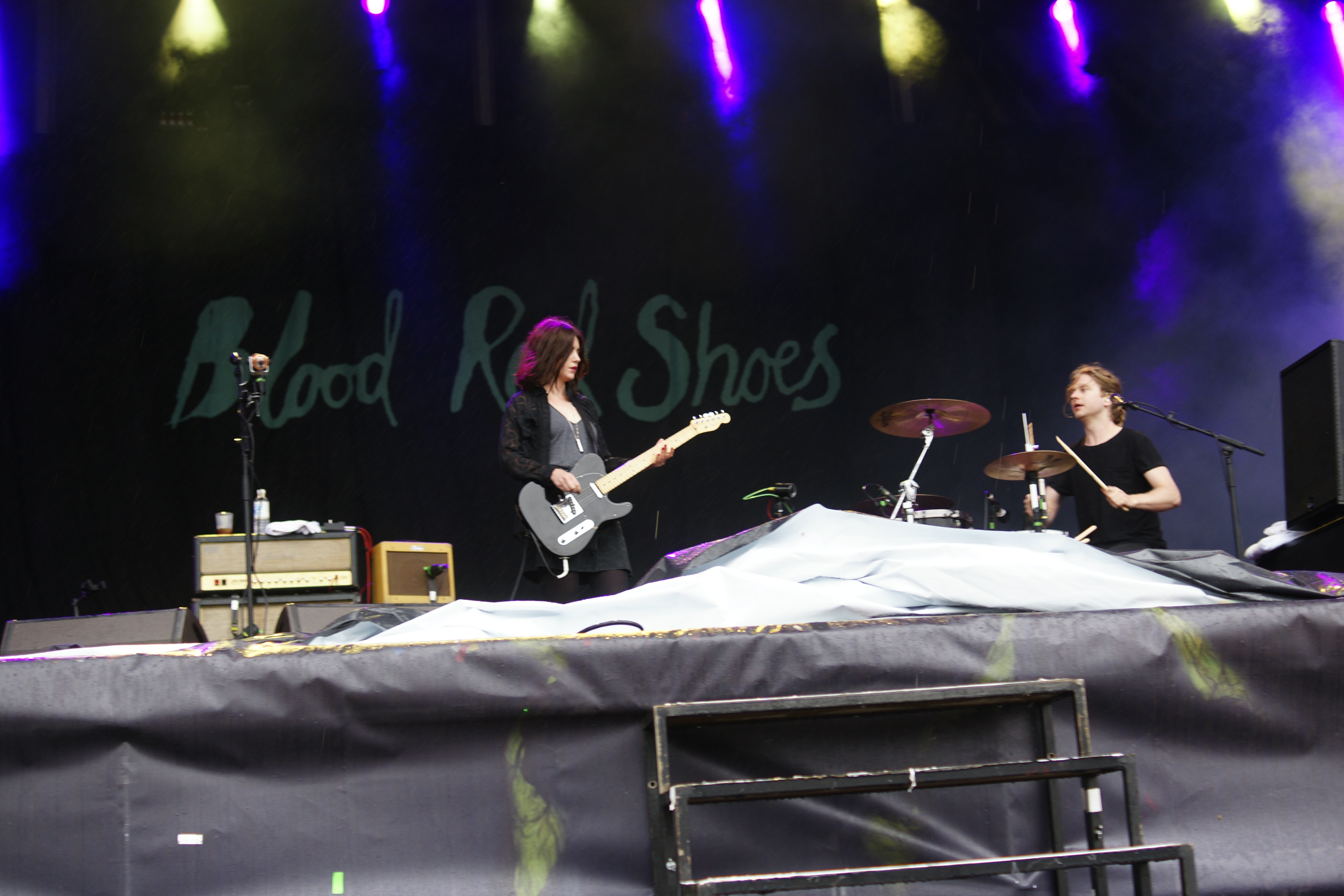
Concert l'any 2015

Durant els anys 20 les grans companyies nord-americanes (també conegudes com a Majors) com ara Columbia Records o Victor van ser desafiades per quantitat de petites discogràfiques anomenades "independents". Estes estaven especialitzades en el mercat de música de raça (negra) que és com es classificava llavors els compradors de música blues i jazz però el crac del 29 va minar eixes companyies que van acabar en fallida o en el millor dels casos absorbides per una "major".
El terme "independent" ressorgix als anys cinquanta a Amèrica del Nord quan el mercat discogràfic ho conformaven cançons i els seus intèrprets. Les grans corporacions discogràfiques pagaven compositors perquè compongueren cançons i buscaven intèrprets perquè les presentaren. Totes elles tenien un sistema de distribució propi que assegurava que totes les seues cançons i discos arribaren a tots els punts del país. Sense este sistema de distribució era molt difícil fer que un disc poguera gaudir d'un mínim èxit, i qualsevol discogràfica petita evidentment no el tenia.
Per esta època i des de 1912 hi havia l'ASCAP (American Society of Composers, Authors and Publishers) per mitjà de la qual els compositors i editors protegien els seus interessos (semblant a l'SGAE) i que a més concedia els drets d'interpretació als mitjans de difusió, principalment els radiofònics. Aquesta associació no considerava "de bon gust" que la música negra es poguera escoltar per la ràdio així que censurava sistemàticament qualsevol cançó de blues o jazz que li arribara a través d'un segell independent. Així que a més de no poder-la trobar a les botigues, la música "diferent" tampoc no es podia escoltar a les ràdios estatals. Per sort la voluntat i l'esperit de l'home (o dona) és irreductible i van aflorar el que es va donar a conèixer com a ràdios pirates les quals emetien des de vetustos coberts o des d'embarcacions a prou milles de les costes.
En 1941 una associació de ràdios i DJ va posar en marxa una associació rival a l'ASCAP que es va anomenar BMI (Broadcast Music Incorporated) que representava molts compositors i editors que fins llavors havien sigut ignorats (de hillbilly, country, blues, jazz i estrangers). L'ASCAP va fer tot el que va poder perquè les ràdios estatals no programaren cançons de la BMI, moltes cançons van ser censurades, com ara "Such a Night" de Johnnie Ray per suposada incidència sexual però el “virus” estava ja inoculat en la societat la BMI va sobreviure i van incrementar els seus ingressos i popularitat ràpidament quan un nou so anomenat rock'n'roll va nàixer de mans d'artistes negres com Little Richards o Chuck Berry.
A final dels 80 el terme indie es va associar a bandes de pop i de rock que portaven més enllà totes les influències arreplegues fins eixe ment, encara sense denominació, en què es mesclava el rock, el punk, l'avantguarda i l'experimentació, i altres tipus de músiques per a arribar a un pop molt simple o molt elaborat -segons l'artista- editat en segells independents a un costat i a l'altre de l'Atlàntic. Aquest és el cas de Sonic Youth, Band Of Susans, Hüsker Dü, Violent Femmes, Pixies, Dinosaur Jr, My Bloody Valentine, Spacemen 3, etc. Estos grups es caracteritzaven per fer una música que en el fons era pop, però que podia diferir en gran manera en la forma o estil.
A partir de Nirvana, esta etiqueta va anar adquirint força (per ser un calaix de sastre, on cabia de tot) que al seu torn va tindre diversos subgèneres, abans i després de l'èxit del Nevermind de Nirvana. Com a exemples anteriors hi ha C-86 o Indie Pop (Primal Scream, Talulah Gosh, My Bloody Valentine) i Shoegaze (My Bloody Valentine, Lush, Ride, Slowdive). Com a exemples posteriors estarien el post-rock (Bitch Magnet, Slint, Tortoise, Rodan, GASTR del Sol, Blonde Redhead, Enon), el slowcore (Codeine, Low, Bedhead) i Emocore (Lungfish, Sunny Day Real Estate) entre d'altres.
Actualment roman com un terme ampli, tot i que més definit que en la dècada dels noranta, en què s'inclouen tots aquells grups que tenint aquest so editen els seus discos a les multinacionals o als seus subsegells (The Strokes, Wilco, Radiohead, Franz Ferdinand, Animal Collective, Liars, Enon, The Dodos, The Veils, Liam Finn, Blood Red Shoes, Arctic Monkeys, Vampire Weekend).